# 一本松站 (福岡縣)
一本松站（日语：／ Ippommatsu eki */?）是位於福岡縣田川郡香春町大字中津原，九州旅客鐵道（JR九州）的日田彥山線車站。車站編號為JI12。車站位於香春町西南端。車站西北邊的國道322號與日田彥山線並行。

## 車站構造
以水泥建成的單層簡易式站房一座，站房中央為開放式出入口、通道及開放式驗票口。左側前端為候車室，香春町將它定名為「一本松社區會堂」（一本松コミュニケィホール），後方為男、女獨立式洗手間，但要先通過驗票口後才到達入口。右側為站務室，原設有售票窗口，但已被木板圍封。旁邊設有一部自動售票機。由於早上通勤及通學時間有較多乘客使用，這段時間會有由鄰站田川伊田站的站員過來當值，負責收取車票事宜。其餘時間則為無人車站。

### 月台
設有側式月台一座，列車不可在此交會。長度約為130米，有效長度達6輛。
列車到達時，往小倉方向為左側上落；往添田方向為右側上落。
| 路線       | 上下行 | 方向                       |
| ---------- | ------ | -------------------------- |
| 日田彥山線 | 下行   | 田川後藤寺、添田方向       |
| 日田彥山線 | 上行   | 香春、經日豐本線往小倉方向 |

## 歷史
- 1997年3月22日：車站啟用[1]。

## 使用狀況
本站有較多前往福岡縣立田川高等學校的通學乘客使用，學校與車站距離約1公里，步行時間約為15分鐘。但學校的正門卻較為接近平成筑豐鐵道田川線的勾金站。
JR九州自2016年度起只公佈最多使用量的首300個車站，本站於2016-2019年度起，日均乘車人數皆可進入首300名的位置，但屬最後的位置，2020年度首度未能進入首300位，只能以「日均人數超過100人」的名義、於排行榜後的附錄頁上以不顯示實際人數方式收錄。2021年度重新入榜，剛好位於第300位，但2022年度起則再度跌出榜外。
以下為近年1日平均乘車人次：
| 年度 | 1日平均 乘車人次 | 出處       |
| ---- | ---------------- | ---------- |
| 2016 | 369              | [ 統計 1 ] |
| 2017 | 377              | [ 統計 2 ] |
| 2018 | 353              | [ 統計 3 ] |
| 2019 | 317              | [ 統計 4 ] |
| 2020 | >100             | [ 統計 5 ] |
| 2021 | 246              | [ 統計 6 ] |
| 2022 | >100             | [ 統計 7 ] |
| 2023 | >100             | [ 統計 8 ] |

## 相鄰車站
九州旅客鐵道（JR九州）
日田彥山線
■快速（上行1班） 、■普通
香春（JI11）－一本松（JI12）－田川伊田（JI13）

### 統計數據
1. ↑   (PDF). 九州旅客鉄道. 2017-07-31  [2017-08-01]. （原始内容 (PDF)存档于2017-08-01）.
2. ↑   (PDF). 九州旅客鉄道.   [2019-03-10]. （原始内容 (PDF)存档于2019-07-06） （日语）.
3. ↑   (PDF). 九州旅客鉄道.   [2018-07-13]. （原始内容存档 (PDF)于2019-12-06） （日语）.
4. ↑  駅別乗車人員上位300駅（2019年度） （页面存档备份，存于），JR九州。
5. ↑  駅別乗車人員上位300駅（2020年度） （页面存档备份，存于），JR九州。
6. ↑  駅別乗車人員上位300駅（2021年度） （页面存档备份，存于），JR九州。
7. ↑  駅別乗車人員上位300駅（2022年度） （页面存档备份，存于），JR九州。
8. ↑   (PDF).   [2025-04-25]. （原始内容存档 (PDF)于2024-09-19）.

## 外部連結
- JR九州一本松站（日語）